# Chaams hoen
Het Chaams hoen is een oud Nederlands kippenras dat al sinds het begin van de 19e eeuw werd gehouden in de omgeving van Chaam ten zuiden van Breda.

## Historie
Het Chaams hoen werd waarschijnlijk al vanaf begin 18e eeuw gehouden in het gebied ten zuiden van Breda,
dit ras is vrijwel zeker voortgekomen uit het Kempisch hoen. Waarschijnlijk hebben de Norbertijner monniken een
belangrijke rol gespeeld bij de ontwikkeling. De monniken van "De Pelicaenhoeve" aan de Kerkdreef in Chaam (ooit een kloosterboerderij van Norbertijnen van Tongerlo) hebben dit ras gehouden en het is aannemelijk dat zij aan het verbeteren van het Chaams hoen hebben gewerkt.
In de 18e eeuw werd melding gemaakt van smakelijke kippen en met name Bredaasche Kapuinen uit deze streek o.a. in:
"Beschyving der Stadt en Lande van Breda, T. E. van Goor in 1744 en Etat present de La Republique des Provinces-Unie", F. M. Janiçon in 1730.
{Chaam, Zundert en Rysbergen beroemen zich op de alomberuchte Kapoenen. Zodat Maurits (1567 - 1625), Prins van Oranje, Heer van Breda, dit Landt, niet te onrecht, zijne Brabantsche Tempe (lofdicht) pleegde te noemen & La volaille n'est pas moins abondante et les chapons en sont délicieux et renommez dans toute Hollande, (Gevogelte is overvloedig aanwezig en de kapoen is heerlijk en beroemd in heel Nederland)}.
Aan het einde van de 20e eeuw was het ras bijna uitgestorven, inmiddels (2024) zijn er weer zo'n 300 hennen beschikbaar.

## Beschrijving
Het Chaams hoen is een robuuste kip met een goede bevedering in de kleuren wit met zilverbandpel en goudbandpel.
De hals is wit, de rug is recht en vrijwel horizontaal met een brede diepe borst, de rug en de ruime staart hebben zwarte of goudkleurige banden afgewisseld met wit.
De kop wordt door de hals opgeheven gedragen, de bovenkant van de kam ligt op dezelfde hoogte als de bovenkant van de staart.
De kop draagt een enkele rode kam die aan de achterzijde naar één kant kan omvallen en grote lellen, de ogen zijn oranje en het gezicht is rood met hier en daar wat kleine veertjes.
De oorschelpen zijn wit, ze leggen dus witte eieren. De poten zijn leiblauw en de nagels geel.
De kippen worden gehouden voor zowel de eieren als het vlees, voor de tweede wereldoorlog werden hanen nog gekapoeneerd (gecastreerd) om de smaak te verbeteren, 
nu (2024) is kapoeneren alleen onder voorwaarden toegestaan en gebeurt het in Nederland vrijwel niet meer.

### Chaamse Pel
In 2005 is het Presidium voor de Chaamse Pel in samenwerking met Slow Food Nederland opgericht. 
Voor het collectieve handelsmerk "Chaamse pel" zijn duidelijke productie-eisen opgesteld voor het mesten van deze dieren.
- Gecontroleerde herkomst uit het historische gebied van Chaam en omstreken.
- Per bedrijf maximaal 150 hoenders per jaar afmesten.
- Graanvoer uit de streek.
- Vrije uitloopruimte van minimaal 8 m2 per kip.
- Slacht na minimaal 26 weken.
- Alleen te koop (na het natuurlijke groeiseizoen) van augustus tot en met december.
- De geslachte dieren hebben een genummerde pootring uitgegeven door het Presidium.

## Trivia

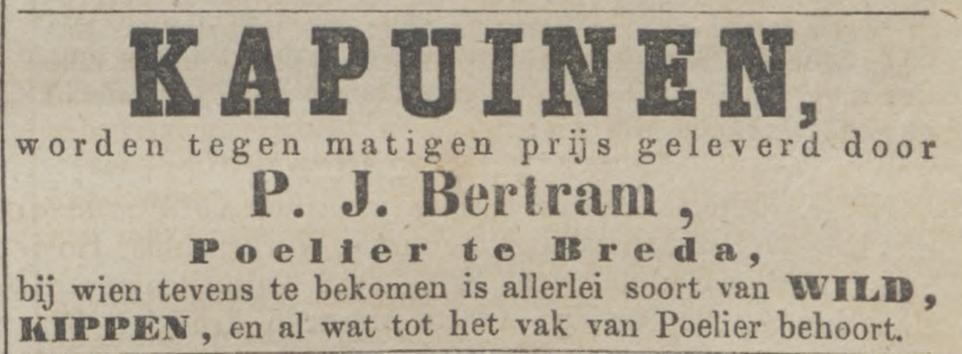
advertentie uit 1861

- Het Chaams Hoen was in de tijd van koning Willem III (1817 - 1890) al erg befaamd, het stond regelmatig op de koninklijke menukaart. In 1881 bestelde het koninklijk huis (paleis Het Loo) een ruime foktoom bij de firma Bertram in Breda.
- Op de Terra Madra Slow Food show in Turijn van 2006 werd het Chaams hoen gepresenteerd.
- In het tijdschrift "De Star" van 1824, werd vermeld dat De beste soort vindt men alleen in de gemeenten van Loenhoudt, Westwezel, Zundert, Rijsbergen , Moer, Meerle, Alphen , Baarle en Chaam ..... jaarlijks worden te Breda op de markt meer dan elf duizend koppels Kapuinen verkocht.
- 13 september 2005 werd het Chaams Hoen door de "Slow Food Foundation" als vierde Nederlands Slow-Food-product erkend (andere: Oosterscheldekreeft, Goudse Oplegkaas (Graskaas) en Texelse schapenkaas).